# Hippocampus angustus
Hippocampus angustus és una espècie de peix de la família dels singnàtids i de l'ordre dels singnatiformes.

## Morfologia
Els mascles poden assolir els 22 cm de longitud total.

## Distribució geogràfica
Es troba al nord-oest d'Austràlia.